# Atlas der Globalisierung
Der ATLAS der GLOBALISIERUNG [sic] ist eine französischsprachige Buchreihe aus dem Verlag Le monde diplomatique, der die gleichnamige Monatszeitschrift Le monde diplomatique in 24 Sprachen mit einer Gesamtauflage von 2,4 Millionen Druckexemplaren und mit 43 Internetausgaben herausgibt (Stand Mai 2014).
Die Atlanten im Geist der politischen Geographie stellen eine Kombination aus Sachbuch, Nachschlagewerk und Lehrbuch dar. Der erste Band erschien im Jahr 2003 in französischer Sprache; ab 2006 erschienen beinahe jährlich thematisch verschiedene Folgebände, die alle in der Folge auch in deutscher Sprache im Verlag Le monde diplomatique / taz Verlags- und Vertriebs GmbH Berlin herausgegeben wurden.
In Hauptkapiteln werden dabei Themen der Globalisierung aufbereitet. Jedes Hauptkapitel beinhaltet einen Einleitungsbeitrag sowie weitere Kapitel, die – charakteristisch für diese Reihe – jeweils auf einer Doppelseite beschrieben werden. Zu jedem Thema gibt es mehrfarbige Grafiken, vor allem Landkarten und Balken- und Liniendiagramme, die die jeweilige Problematik übersichtsmäßig geographisch aufschlüsseln und in der Doppelseitenansicht zusammengenommen mindestens eine Dreiviertelseite groß sind. Zu jedem Thema sind Weblinks angegeben. Bei den Texten fehlen Quellenangaben, zu den Grafiken existiert ein Quellenverzeichnis.

## Deutschsprachige Ausgaben

### 2003
Im Teil I „Die Globalisierung und ihre Folgen“ der ersten Ausgabe 2003 sind die Hauptkapitel: „Globales Dorf“, „Globaler Markt“, „Hochgerüstete Welt“, „Technischer Fortschritt und Soziale Verwerfungen“, „Gefährdete Umwelt“, „Demokratie und sozialer Fortschritt“, „Umkämpfte Welt“; im Teil II: „Schauplätze und Akteure“ sind die Hauptkapitel: „Hypermacht USA“, „Der amerikanische Kontinent“, „Die Europäische Union“, „Der Osten Europas“, „Russland und seine Märkte“, „Japan, der alte ferne Osten“, „China, das neue Reich der Mitte“, „Mittel- und Ostasien“, „Naher Osten und Nordafrika“, „Subsahara-Afrika“. ISBN 3-9806917-6-4

### 2006 und 2007 „Die neuen Daten und Fakten zur Lage der Welt“
Hauptkapitel: „Bedrohte Umwelt“, „Die neue Geopolitik“, „Gewinner und Verlierer“, „Ungelöste Konflikte“, „Der Aufstieg Asiens“; ISBN 978-3-937683-07-2 (2006) und
ISBN 978-3-937683-13-3 (2007)

### 2008 „spezial – Klima“
(Titel der Originalausgabe: „L'Atlas environnement“)
Der Band befasst sich im 1. Teil („Beunruhigende Befunde“) mit den Ursachen und Folgen des Klimawandels, im 2. Teil („Ermutigende Lösungsansätze“) mit möglichen Lösungen und aktuellen positiven Entwicklungen. Er ist mit beigefügter CD erhältlich (Berlin 2008, ISBN 978-3-937683-16-4) und weist 98 farbige Seiten im Format: 22 × 29,5 cm und über 100 Karten und Schaubilder auf.

### 2009 und 2010 „Sehen und verstehen, was die Welt bewegt“
Hauptkapitel: „Neue Weltkunde“, „Kapitalismus in der Krise“, „Die Zukunft der Energie“, „Viele Hauptstädte, viele Ansichten“, „Kompliziertes Afrika“, „Ungelöste Konflikte“. 89 Kapitel. 216 farbige Seiten im Format 22,5 × 30 cm, mit über 300 Karten und Schaubildern. ISBN 978-3-937683-24-9. Das Autorenverzeichnis dieser Ausgabe weist über 65 Autoren, vor allem aus dem frankophonen Raum, auf.

#### Kapitelbeispiele
Als Beispiel, wie die einzelnen Hauptkapitel behandelt werden, hier die Kapitel zum 3. Hauptkapitel „Die Zukunft der Energie“:
„Einleitung von Sven Giegold“ / „Klimafaktor Mensch“ / „Die Rettung ist finanzierbar“ / „Kohle bleibt ein Dauerbrenner“ / „Das billige Erdöl ist verbraucht“ / „Der letzte Tropfen wird zu teuer“ / „Europas Erdgas aus dem Osten“ / „Machtkampf am Kaspischen Meer“ / „Öl und Armut in der arabischen Welt“ / „Afrikas Ölquellen locken alte Bekannte“ / „Neue Märchen von der Atomkraft“ / „Der grüne Boom trägt weit in die Zukunft“ / „Europa kann sich selbst versorgen“ / „Ergiebige Winde über dem Meer“ / „Die Vision vom Wüstenstrom“

#### Rezensionen
- Elisabeth von Thadden schreibt auf ZEIT online, der Atlas mache das Unbekannte erkennbar, obwohl Lösungsansätze zu kurz kämen vor lauter beklemmend düsteren Szenarien[3].
- Die Redaktion des österreichischen Magazins „Südwind – Magazin für internationale Politik, Kultur und Entwicklung“ führt das Werk als Standardwerk in Sachen Globalisierung, um sich „im labyrinthischen Welttheater“ leichter zurechtfinden zu können[4].
- Josef Schurer begrüßt bei socialnet.de in seiner ausführlichen Inhaltsangabe die regelmäßige Aktualisierung in Folgebänden, um die sich rasch ändernde aktuelle Lage besser darstellen zu können und empfiehlt das Werk Politikern, Schülerinnen, Schülern und „all den Menschen, die daran glauben und sich dafür einsetzen, dass nur ein Perspektivenwechsel ein humanes Leben der Menschen in unserer „Einen Welt“ ermöglicht.“[5].
- Arno Widmann beschreibt in der Frankfurter Rundschau online in seiner Rezension „Die Welt, wie sie nicht sein darf“ den Atlas als wirksames Gegenmittel zum propagandistischen Aufwand, mit dem seit Jahrzehnten zu erklären versucht wird, „dass der einzige Weg zu Freiheit und Wohlstand der sei, die Reichen noch reicher zu machen.“ Der Atlas zeige das ganze neue Weltbild im Hinblick auf Migranten- und Ideenströme, der Kapital- und Rohstoff-Bewegungen oder der Erdölproduktion der Zukunft[6].

### 2011 „spezial – Das 20. Jahrhundert“
Der erste Geschichtsatlas von Le Monde diplomatique. Dargestellt wird darin das gesamte 20. Jahrhundert, 100 Jahre auf 100 Seiten. Vom Ende des Kolonialismus über Deutschlands Kriege in Afrika, Erster Weltkrieg, Zweiter Weltkrieg und Zwischenkriegszeit, Japan, China, Afrika, bis zum Niedergang des britischen Kohlebergbaus, Nahostkrisen, Emanzipation der Frauen und die Popkultur.
Der Folgeband im Seitenformat 22,4 × 29,7 cm mit 102 Seiten weist über 130 Karten und Schaubilder auf. ISBN 978-3-937683-32-4.

#### Rezensionen
- Das Berlin-Institut für Bevölkerung und Entwicklung stellt den Geschichtsatlas als Werk dar, in dem die Geschichte des 20. Jahrhunderts in neuem Licht unter neuen Zusammenhängen bewertet wird. Wobei nicht nur informiert wird, sondern immer auch politische Handlungsmöglichkeiten und alternative Strategien aufgezeigt werden. Der Atlas zeige „die Ambivalenz von globalen Entwicklungen, die auch gegenwärtig noch verlaufen und in Zukunft voraussichtlich andauern werden“. Dass Strukturwandel und Verstädterung mehr Wohlstand und soziale Gerechtigkeit brachten, aber gleichzeitig die soziale Ungleichheit zwischen den Gut- und den Schlechtverdienern wachsen ließ, mit Blick auf die Industrieländer als auch auf die Schwellen- und schwach entwickelten Länder[7].
- Moritz »mo.« Sauer auf plow.de meint dazu, auch dieser Band „packt wie seine Vorgänger kondensiertes Wissen in zweiseitige Artikel und frisiert die Beiträge mit aussagekräftigen Grafiken“[8].

### 2012 „Die Welt von Morgen“
Der Band mit einer Einleitung von Serge Halimi erschien im November 2012. ISBN 978-3-937683-39-3

### 2015 „Weniger wird mehr“
Dieser Postwachstumsatlas umfasst auf 176 Seiten über 300 Karten und Infografiken. Er geht von folgender Einschätzung der heutigen Situation aus: „Angesichts des Klimawandels, sozialer Konflikte und knapper Ressourcen droht der Kapitalismus in eine unfreiwillige, krisenhafte und spannungsreiche Schrumpfung abzugleiten. Doch mit Postwachstum ist etwas anderes gemeint als die Dauerkrise unserer Wachstumsgesellschaft: Eine zukunftsfähige Postwachstumsgesellschaft müsste nicht mehr um jeden Preis wachsen, um sich zu stabilisieren.“ (S. 103) Wie ein Weg in diese ganz andere Gesellschaft aussehen könnte, sei zwar erst in Ansätzen erkennbar. Aber es gebe neben vielfältigen großen Fragen der Wachstumskritik auch bereits kleine Antworten und Initiativen in der wachstumskritischen Bewegung, die vielversprechend und ernst zu nehmen seien; diese werden im Postwachstumsatlas in über hundert Beiträgen behandelt.

### 2019 „Welt in Bewegung“
Der Band mit einer Einleitung des Herausgebers Stefan Mahlke erschien im Juni 2019 mit 183 Seiten. Die Karten und Grafiken stammen von Adolf Buitenhuis. Käufer der Printausgabe können den Inhalt als E-Book downloaden.

Die Kapitel sind:
1. Klimakrise und Welternährung
2. Die demografische Herausforderung
3. Der real existierende Kapitalismus
4. Ungelöste Konflikte
5. Flucht und Migration
6. Die Zukunft der Zivilgesellschaft
7. Demokratie in Gefahr

### 2022 „Ungleiche Welt“
Die Kapitel sind:
1. Planet am Limit
2. Ungelöste Konflikte
3. Menschen, Tiere, Viren
4. Gewinner und Verlierer
5. Welternährung
6. Umkämpfte Ressourcen